# Hypericophyllum angolense
Hypericophyllum angolense là một loài thực vật có hoa trong họ Cúc. Loài này được (O.Hoffm.) N.E.Br. mô tả khoa học đầu tiên năm 1902.